# NGC 4988
NGC 4988 ist eine 13,0 mag helle Linsenförmige Galaxie vom Hubble-Typ S0-a im Sternbild Zentaur am Südsternhimmel. Sie ist schätzungsweise 86 Millionen Lichtjahre von der Milchstraße entfernt und hat einen Durchmesser von etwa 45.000 Lj.
Im selben Himmelsareal befindet sich u. a. die Galaxie NGC 5011.
Das Objekt wurde am 3. Juni 1834 von John Herschel mit einem 18-Zoll-Spiegelteleskop entdeckt, der sie dabei mit „vF, S, E, possibly a small group of stars, but I think it is nebulous“ beschrieb.